# アンチピリン
アンチピリン（国際一般名・英国一般名：Phenazone、米国一般名：Antipyrine）とはピラゾロン誘導体であるサリチル酸様鎮痛解熱薬の一つである。頭痛、リウマチ、月経痛などに用いられる。体温調節中枢に作用し、皮膚血管を拡張することにより熱の放散を活発にする。副作用としてピリン疹の発生、血液障害がある。ルートヴィヒ・クノールが1887年に初めて合成した:26-27。 
日本薬局方「ミグレニン」の主成分である。鎮痛、解熱に用いられる。疾患や他の薬剤が肝臓の代謝酵素に及ぼす影響を調べる際にも使われる。

## 副作用
重大な副作用として、ショックと無顆粒球症が知られている。よって、他の解熱鎮痛剤がすべて無効のときのみ処方される。